# Abdul Razak Salifu
Abdul Razak Salifu (født 1. oktober 1988) er en dansk fodboldspiller af ghanesisk herkomst, som efter en periode i AGF i Superligaen nu spiller i Sfintul Gheorghe.
Har tidligere spillet for FC Midtjyllands ungdomsakademi.